# Pier Luigi II. Farnese

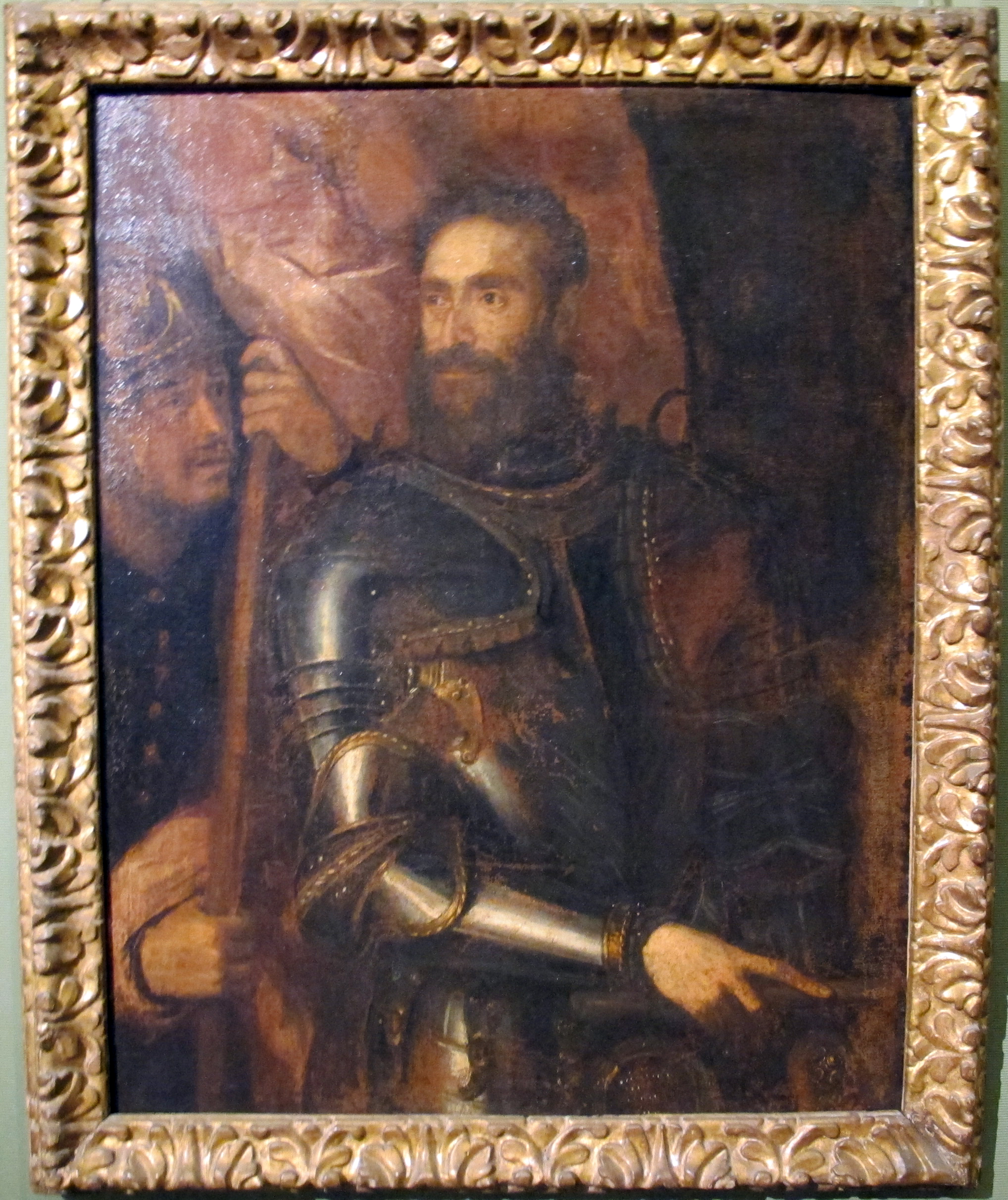
Pier Luigi Farnese Tizian

Pier Luigi Farnese (* 19. November 1503 in Rom; † 10. September 1547 in Piacenza) war der uneheliche Sohn von Alessandro Farnese, dem späteren Papst Paul III., und erster Herzog von Parma und Piacenza.

## Leben

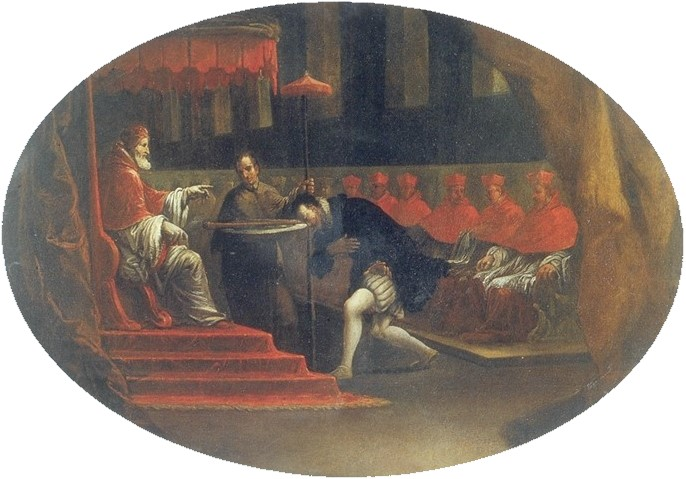
Papst Paul ernennt Farnese zum Herzog von Parma und Piacenza

Farnese war der Sohn des  Alessandro Farnese und dessen Partnerin Silvia Ruffini, der Witwe von Giovanni Battista Crispi. Wie sein Bruder Paolo (1504–1512) wurde er durch die päpstlichen Bullen vom 8. und 13. Juli 1505 legitimiert. Während sein Bruder früh starb, wuchs Farnese zunächst in Valentano, einer kleinen Stadt westlich des Bolsenasees, und anschließend in Rom auf. Ausgebildet wurde er durch Baldassarre Molossi und Stefano Negri da Casalmaggiore. Bereits am 26. März 1513 wurde seine spätere Heirat mit Gerolama Orsini vereinbart. Durch eine Bulle vom 8. Juli 1521 erhielt Farnese gemeinsam mit seinem Bruder Ranuccio das Land von Caprarola zugesprochen. Im Juli 1521 begann er eine militärische Laufbahn als Kapitän der Kavallerie in einem florentinischen Kontingent, das zur Unterstützung der kaiserlich-päpstlichen Armee gegen die Franzosen nach Mailand entsandt wurde. Er beteiligte sich im August 1521 an der Belagerung von Parma und wurde im Januar 1522 nach Mittelitalien zurückbeordert, nahm aber noch an weiteren Kampfhandlungen teil.
Nachdem Farneses Vater 1534 zum Papst gewählt worden war, ernannte dieser ihn 1537 zum Gonfaloniere der Kirche, machte ihn zum Herzog von Castro und stattete ihn großzügig mit Besitzungen aus. Farnese war in der Folge als Vermittler zwischen Papst und Kaiser Karl V. tätig, der ihn deswegen 1538 zum Markgrafen von Novara ernannte.
Ein Beweis des päpstlichen Nepotismus war das Herzogtum Parma und Piacenza, das ihm – trotz politischer Auseinandersetzungen mit seinem Vater – am 16. September 1545 durch eine päpstliche Bulle erblich verliehen wurde, woraufhin er das Herzogtum Castro umgehend an seinen dritten Sohn Orazio weitergab, um auch diesen zu versorgen (der älteste, Alessandro Farnese, war 1534, im Jahr der Papstwahl seines Großvaters, als 14-Jähriger Kardinal geworden, der zweite, Ottavio Farnese, als Erbe von Parma und Piacenza vorgesehen). Beide wurden, gemeinsam mit dem Papst, von dem Maler Tizian in seinem Gemälde Papst Paul III. und seine Nepoten verewigt.
Farnese übernahm am 23. September 1545 das Herzogtum Parma und Piacenza und begann sofort damit sowohl in Parma als auch in Piacenza eine Zitadelle zu errichten, um sich besser gegen innere und äußere Feinde zu schützen. Seine kurze Herrschaft endete mit seiner Ermordung durch den regionalen Adel in Piacenza, das zwei Tage nach der Tat von kaiserlichen Truppen besetzt wurde. Es heißt er sei auf Betreiben des kaiserlichen Gouverneurs von Mailand, Ferrante Gonzaga, ermordet worden. Seine Nachfolge trat wie geplant sein zweiter Sohn Ottavio an, der den Kampf um das Herzogtum nahtlos übernahm.
Im Jahr seiner Ermordung waren auch die Könige Heinrich von England und Franz von Frankreich gestorben. Farneses Vater, der amtierende Papst, beabsichtigte ein Bündnis der katholischen Fürsten gegen die 1534 durch Heinrich gegründete Anglikanische Kirche zu bilden, um die Ausbreitung der protestantischen Bewegung zu verhindern. Dadurch hatte er sich mit Kaiser Karl überworfen und sich von diesem losgesagt. Der Konflikt zwischen Papst und Kaiser verschärfte sich durch die Ermordung Farneses, da der Papst Karl der Mitwissenschaft bezichtigte. Der Papst forderte sogar Heinrich, den neuen König Frankreichs auf, Karl den Krieg zu erklären.

## Familie
Farnese entstammte einer italienischen Fürstenfamilie, die ursprünglich aus Etrurien stammte, wo sie bis ins 12. Jahrhundert zurückverfolgt werden kann. Ihr Name leitet sich von einem Farneto ab, das in der Nähe von Orvieto lag. Seine Tante Giulia Farnese war mit Orsino de Orsini verheiratet und war die Geliebte des Papstes Alexander VI.
Farnese heiratete 1519 Gerolama Orsini († 1570), Tochter des Luigi Orsini, mit der er mindestens fünf Kinder hatte:
- Alessandro Farnese (1520–1589), Kardinaldekan
- Ottavio Farnese (1524–1586), Herzog von Parma und Piacenza seit 1547, Herzog von Castro 1553 ⚭ Margarethe von Parma (1522–1586), außereheliche, anerkannte Tochter von Kaiser Karl V./I. von Spanien
- Orazio Farnese (* 1531; † 18. Juli 1553, Herzog von Castro 1545) ⚭ 13. Februar 1552 Diane (* 1538, † 11. Januar 1619), außereheliche Tochter des Königs Heinrich II. von Frankreich
- Ranuccio Farnese (* 11. August 1530, † 1565), Kardinal
- Vittoria Farnese (1521–1602) ⚭ Guidobaldo II. della Rovere, Herzog von Urbino (1513–1574)